# بليتش: حرب الألف سنة الدموية
بليتش: حرب الألف سنة الدموية هو مسلسل تلفزيوني أنمي ياباني مبني على سلسلة بليتش مانغا من تأليف تايت كوبو.